# غريب الرزق
غريب شكري الرزق (1941-2010) شاعر وكاتب سوري عرف بكتابة الشعر بالعامي والفصيح.
ولد في خبب 1941 جنوب سوريا بمحافظة درعا.

## نبذة عن الشاعر
تعلم في مدارس بلدته خبب وعمل كموظف حكومي تأثر الشاعر بعد وفاة ابنه الشاب رياض في حادث سير وتركت تلك الحادثة أثرها الكبير على حياة الشاعر.

## أعماله
شارك بجمع التراث الشعبي والأغاني الفلكلورية التي في منطقته عامة جنوب سوريا وقريته خبب خاصة.
ألّف كتاب سماه «زنابق حورانية» وهي جمع للتراث الحوراني.
ألّف ملحمة شعر شعبي وهي عبارة عن ملحمة وطنية بعنوان «وين راحو» 
ديوان شعر بعنوان رحارح.
كتاب بعنوان الجهل المركب. قيد الطبع حاليا.
توفي الشاعر مساء يوم الاثنين 18 كانون الثاني 2010 ودفن في خبب يوم الثلاثاء 19 كانون الثاني 2010.